# فيليب لاركن
فيليب آرثر لاركن (بالإنجليزية: Philip Arthur Larkin) هو شاعر وروائي بريطاني. فائز بوسام رفقاء الشرف، سي بي إي، فريزل (FRSL). ولد في 9 من أغسطس 1922م- ديسمبر 1985 م.
أولى كتبه في الشعر، سفينة الشمال (The North Ship)، والذي نشر في عام 1945، نُشر بعده روايتان هما، جيل (Jill) (1946) وفتاة في الشتاء (A Girl in Winter) (1947)، ولكنه ظهر بقوة على الساحة في عام 1955م عندما قام بنشر المجموعة الثانية من قصائده، شبه مخدوع، تبعها أعراس العطلة المسيحية (The Whitsun Weddings) (1964) والنوافذ العالية (High Windows) (1974). قدم لاركن إسهامات كبيرة في الديلي تليغراف (The Daily TelSAraph) كناقد لموسيقى الجاز منذ عام 1961 وحتى عام 1971، وقد تم جمع كل مقالاته تحت عنوان كل ما هو عن الجاز: تسجيلات 1961–71 (1985)، وقام بتحرير كتاب أوكسفورد آيات القرن العشرين الإنجليزية (1973م). وقد تم جمع كل مقالاته تحت عنوان كل ما هو عن الجاز: تسجيلات 1961–71 (1985)، وقام بتحرير كتاب أوكسفورد آيات القرن العشرين الإنجليزية (1973). وتلقى لاركن العديد من الأوسمة، من ضمنها ميدالية الملكة الذهبية للشعر (Queen's Gold Medal for Poetry). كما عُرض عليه منصب شاعر البلاط (poet laureate) في عام 1984م، بعد وفاة جون بيدجمان (John Betjeman) ولكنه رفض.
تخرج لاركن من أوكسفورد في عام 1943م بدرجة أول في مادتي اللغة الإنجليزية واللغة والأدب، ثم أصبح بعدها أمين مكتبة. وتُعد الثلاثين عامًا التي عمل فيها كأمين مكتبة بالجامعة في مكتبة برينمور جونز (Brynmor Jones Library) في جامعة هال هي الفترة التي أنتج فيها لاركن الجزء الأكبر من أعماله التي تم نشرها. وتتميز قصائده بما يسميه أندرو موشن (Andrew Motion) دقة إنجليزية حول المشاعر الحزينة، والأماكن، والعلاقات، وما يصفه دونالد دافي (Donald Davie) كمشاهدات منخفظة وتوقعات متضائلة. ولقبه إيريك هامبورجر "أكثر القلوب حزنًا بأسواق ما بعد الحرب"—ويقول لاركن إن الحرمان بالنسبة إليه كورود النرجس بالنسبة إلى وردزروث. متأثرًا بدبليو إتش إيدن (W. H. Auden)، ودبليو بي ييتس (W. B. Yeats)، وتوماس هاردي (Thomas Hardy)، خرجت قصائد لاركن متميزةً ببنية رصينة ولكنها أيضًا تتمتع بسلاسة أبياتها الشعرية. وصفت جين هارتلي الزوجة السابقة لموزع كتب لاركن جورج هارتلي (مجلة مافيل) كتاباته "بالخليط اللاذع من الحماسة والسخط ولكن الأديب كيت توما يقول في كتاباته عن لاركن إن هناك جوانب أخرى كثيرة بجانب شهرتها بأطروحات النظرة التشاؤمية القاسية.
ويعرف العامة شخصية لاركن كشخصية إنجليزية صارمة تميل إلى الانعزالية وتكرة الشهرة ولا وقت لديها لمظاهر الحياة الأدبية. كما يذكر عن فيليب لاركن علاقته الوطيدة مع والدته إيفا لاركن، فعبر بناءها لعلاقة متوازنة معه أثرت في بناء أسلوبه الشعري، ومن جانبه كان يكتب لها المراسلات بشكل يومي، والتي نشرت لاحقا في مجلد ضخم، ويقضي معها ساعات بعد الظهيرة خلال أيام الجمعة، وقد استمرت مراسلات الشاعر لأمه حتى عند عجزها عن القراءة، واكتفى حينها ببعث الصور حتى وفاتها.
بعد وفاة فيليب نشر أنتوني توايتي (Anthony Thwaite) في عام 1992م خطابات الأمر الذي أثار جدلًا واسعًا حول الحياة الشخصية لفيليب لاركن وآرائه السياسية، التي وصفها جون بانفلي أنها مثيرة، ولكن ربما يكون بعضها مثيرًا للسخرية. ولقبت ليزا جاردن لاركن «بالعنصري الاعتيادي العارض وسهل مناوئ للمرأة»، ولن الأكاديمي جون أوزبورن قال في 2008م أن «أسوأ ما يكتشفه القارئ عن لاركن هو بعض الخطابات الفجة والحس الإباحي الأكثر رقة من الحس العام لمفهوم المتعة».
وبالرغم من الجدل الواسع الذي أثاره لاركن إلا أنه اختير في استطلاع منتدى كتاب الشعر في عام 2003م أي بعد حوالي ثلاثة عقود من وفاته، أكثر شاعر بريطاني محبوب في الخمسين سنة السابقة، وفي عام 2008 لقبته مجلة التايمز بأعظم كاتب بريطاني بعد الحرب.
وفي عام 2010م، بعد 25 عامًا من وفاته، تبنت مدينة كنغستون في هال احتفالية لاركن 25 التي تُوجت بالكشف عن النصب التذكاري للاركن من قبل مارتن جينينغز في 2 من ديسمبر 2010م في الذكرى الـ 25 من وفاته.

## معرض صور

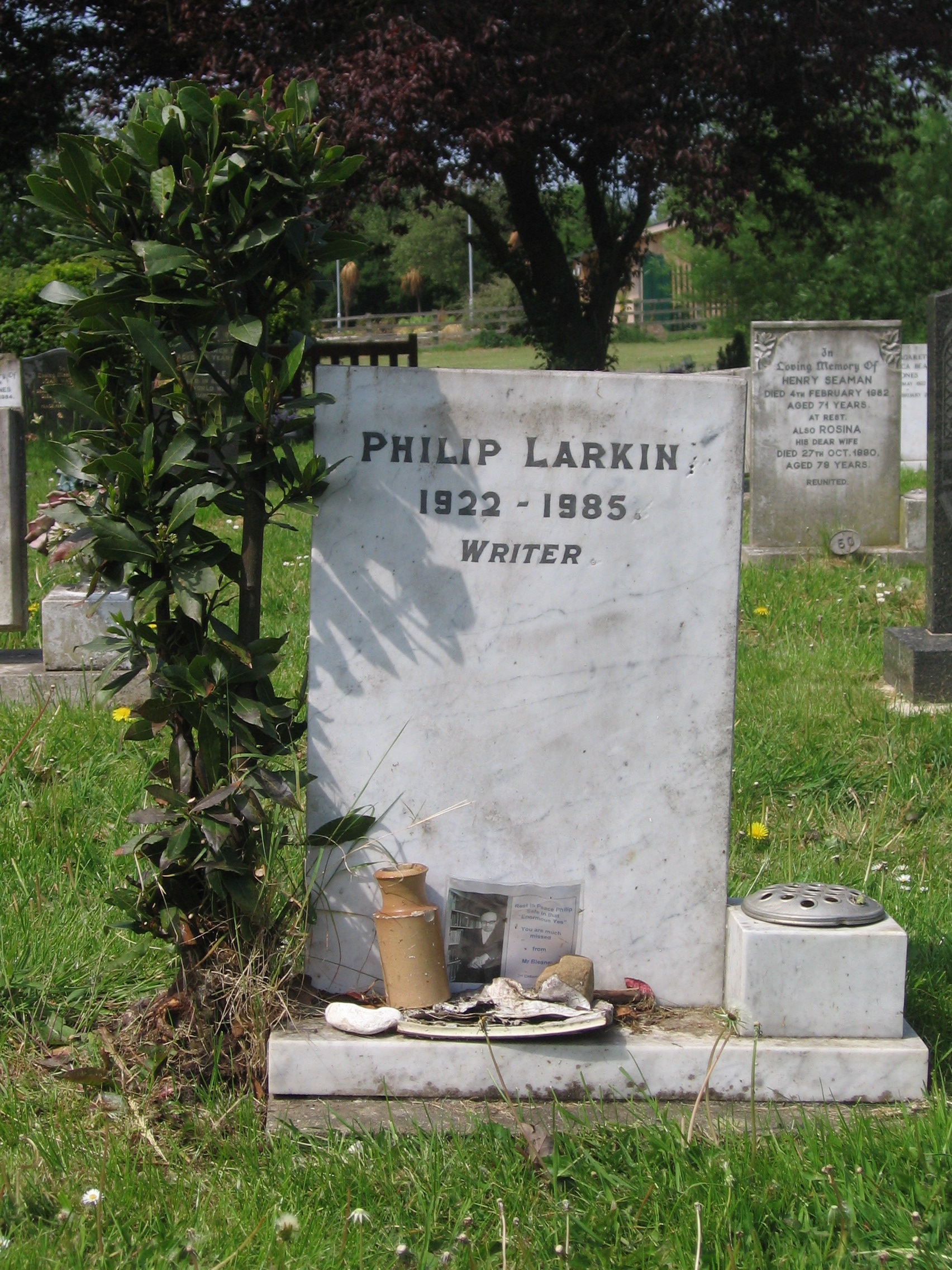
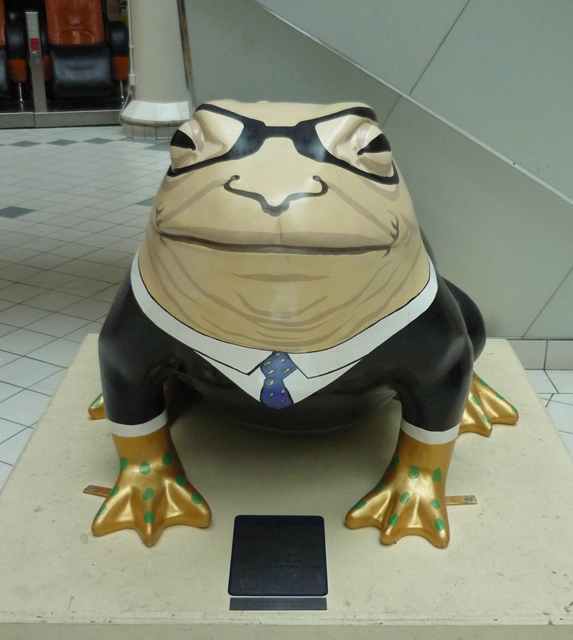
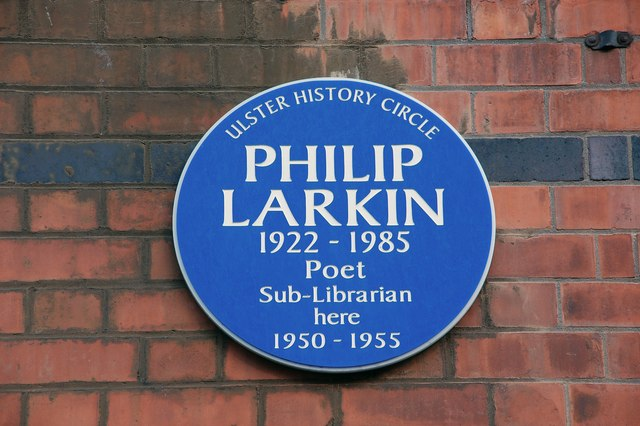

### الصوت والتلفزيون
- Courtenay, Tom (author and reader) (21 أبريل 2005). Pretending to be Me: Philip Larkin, a Portrait (Audio CD). Time Warner AudioBooks. ISBN:1-4055-0082-4. {{استشهاد بوسائط مرئية ومسموعة}}: الوسيط |تاريخ الوصول بحاجة لـ |مسار= (مساعدة)
- Philip Larkin, جون بيتجيمان، Patrick Garland (director) (12 ديسمبر 1964). "Down Cemetery Road". Monitor. حلقة 140. بي بي سي. بي بي سي وان. {{استشهاد بحلقة}}: تجاهل المحلل الوسيط |المدينة= لأنه غير معروف، ويقترح استخدام |location= (مساعدة)
- Harrald, Chris. Mr Larkin's Awkward Day, راديو بي بي سي 4, 29 April 2008. Repeated راديو بي بي سي 4, 25 January 2010.
- Weeks, John (sound engineer) (22 يناير 2009). The Sunday Sessions: Philip Larkin reading his poetry (Audio CD). Faber and Faber. ISBN:978-0-571-24404-1. مؤرشف من الأصل في 2021-08-09. اطلع عليه بتاريخ 2011-09-21.

## كتابات أخرى
قالب:RefbSAin
- The Philip Larkin Society, accessed 13 November 2009.
- "Philip Larkin (1922–1985)". The Poetry Archive. مؤرشف من الأصل في 2021-08-09.
- Robert Phillips (Summer 1982). "Philip Larkin, The Art of Poetry No. 30". The Paris Review. مؤرشف من الأصل في 2016-11-07., a long interview with Philip Larkin
- Philip Larkin, Channel 4 television, accessed 13 November 2009.
- The Philip Larkin Centre for Poetry and Creative Writing نسخة محفوظة 6 أكتوبر 2011 على موقع واي باك مشين., University of Hull, accessed 13 November 2009.
- Brown, Mark (2008). Photographer's papers reveal image-conscious Larkin, The Guardian, 7 May 2008.
- Fletcher, Christopher (2008). "Revealingly yours, Philip Larkin"[وصلة مكسورة], The Sunday Times, 11 May 2008.

## وصلات خارجية
- فيليب لاركن على موقع الموسوعة البريطانية (الإنجليزية)
- فيليب لاركن على موقع مونزينجر (الألمانية)
- فيليب لاركن على موقع ميوزك برينز (الإنجليزية)
- فيليب لاركن على موقع إن إن دي بي (الإنجليزية)

- Richard Lea, Unknown Philip Larkin poem found in shoebox, The Guardian, Monday 6 December 2010.